# Zoo de Sevilla
El parque Zoológico y Botánico de Sevilla/Las Pajanosas situado a 15 km de la ciudad de Sevilla. Con un área de 120 000 m² se convierte referente de la ciudad de Sevilla a la vez que en uno de los principales parques zoológicos de España en el que se albergan más de 100 especies de fauna y 200 de flora.

## Educación
El Zoo de Sevilla/Las Pajanosas exhibe animales de los cinco continentes. La visita se ofrece a estudiantes como trabajo de campo complementario a las materias estudiadas en clase.
Es de destacar la interactividad que ofrece el Zoo. La posibilidad de que el visitante se sumerja en una Selva Tropical, contemple bosques y bonsáis con más de 200 años o que tenga la oportunidad de compartir el hábitat del animal.
El parque ofrece visitas guiadas para grupos y talleres participativos.

## Recreación
El bienestar de las especies que habitan en el Zoo es el más importante de sus pilares. Por ello recrean su hábitat natural, y ofrecen amplias instalaciones donde cada especie tiene cubiertas todas sus necesidades.

## Investigación
El Zoo de Sevilla/Las Pajanosas brinda la oportunidad de realizar investigaciones sobre las especies que alberga, su hábitat, patrones de conducta y comportamiento.
En este aspecto los investigadores del Zoo están trabajando en la confección de artículos de interés para Universidades y Centros de Ciencia.
- Datos: Q6171745